# 王維敘
王維敘（？—1889年11月2日），是中國清朝官員，於光緒十五年四月廿一（1889年5月20日）接替吳本上任臺東直隸州知州，於光緒十五年十月初十（1889年11月2日）卒於任。